# Virginia (martire romana)
Santa Virginia (II secolo – Roma, tra il 160 e il 180) fu una giovane cristiana martirizzata durante le persecuzioni nel II secolo; è venerata come santa dalla Chiesa cattolica.

## Dati biografici
Subì il martirio all'età di circa 12 anni, durante il regno dell'imperatore Marco Aurelio (160-180 d.C.). 
Il suo corpo venne ritrovato nelle catacombe di Priscilla.
I suoi resti sono giunti a Barbaiana, attualmente in provincia di Milano, nell'agosto 1662.
La consegna definitiva dei resti della santa alla cittadina è attestata da una bolla del papa Alessandro VII, datata 14 marzo 1665, in cui la custodia del corpo viene assegnata alla parrocchia di San Bernardo, dove la bolla è tuttora conservata.
Una successiva bolla, emessa da papa Leone XIII il 19 giugno 1893, concede l'indulgenza plenaria per sette anni a tutti i fedeli che si recano in pellegrinaggio alla parrocchia di San Bernando in occasione della ricorrenza della festa della santa, tradizionalmente fissata nella terza domenica di settembre.
Il corpo è attualmente racchiuso in una statua di cera conservata in una teca di cristallo e argento, che durante la festa della Santa viene esposta al pubblico dopo essere stata portata in processione.